# All Hallows' Eve (film)
Pour les articles homonymes, voir All Hallows’ Eve.
Série
All Hallows' Eve 2
(2015)
Pour plus de détails, voir Fiche technique et Distribution.
All Hallows' Eve, parfois titré All Hallows' Eve - A Terrifier Story, est un film d'horreur américain réalisé par Damien Leone et sorti en 2013.

## Synopsis
L'histoire se déroule un soir d'Halloween, une baby-sitter est engagée pour garder 2 enfants, ils découvrent alors une cassette dans le sac à bonbons du jeune garçon et décident de la visionner, elle comporte alors 3 histoires d'halloween effrayantes :
- The 9th Circle raconte l'histoire d'une femme qui, alors qu'elle attend l'arrivée de son train, rencontre Art le Clown, un mystérieux clown terrifiant. Celui-ci va la capturer et l'emmener dans l'antre de son maître, le Diable en personne...
- Something in the Dark suit Caroline qui vient d'emménager dans une maison. Une nuit, un objet inconnu s'écrase près de sa maison. Elle découvre qu'un Alien vient de pénétrer chez elle...
- Terrifier est l'histoire d'une jeune costumière en cinéma qui, sur une route isolée, rencontre Art le Clown. Cette nuit sera marquée par d'horrible meurtres sanglants...

## Fiche technique
- Titre original : All Hallows' Eve
- Réalisation : Damien Leone
- Scénario : Damien Leone
- Musique : Noir Deco
- Photographie : Tom Agnello, Christopher Cafaro, Christopher Eadicicco, George Steuber et Marvin Suarez
- Montage : Damien Leone
- Production : Jesse Baget et Gary LoSavio
- Société de production : Ruthless Pictures
- Société de distribution : Image Entertainment
- Pays de production :  États-Unis
- Langue originale : anglais
- Genre : horreur, thriller
- Durée : 83 minutes
- Dates de sortie : 
  - États-Unis : 29 octobre 2013 (sortie directement en vidéo)
  - France : 24 mai 2023 (sortie directement en vidéo)
- Classification :
  - États-Unis : Unrated
  - France : Interdit aux moins de 16 ans

## Distribution
- Katie Maguire	: Sarah
- Mike Giannelli : Art le Clown
- Catherine A. Callahan : Caroline
- Kayla Lian : Casey
- Cole Mathewson : Timmy
- Sydney Freihofer : Tia
- Marissa Wolf : Kristen
- Brandon deSpain : l'Alien
- Michael Chmiel : le pompiste / voix de John
- Eric Diez : Satan
- Robyn Kerr : Mary

## Production
Le film reprend les deux courts métrages de Damien Leone, The 9th Circle (2008) et Terrifier (2011). Plus tard, l'histoire de Art le Clown sera adapté en film avec Terrifier où l'acteur David Howard Thornton prend la place de Mike Giannelli pour le rôle du clown tueur.